# Johann de Boer
Johann de Boer (Altona, 5 settembre 1897 – Amburgo, 14 marzo 1986) è stato un generale tedesco della Wehrmacht durante la seconda guerra mondiale.

## Biografia

### Prima guerra mondiale
Johann de Boer nacque ad Altona il 5 settembre 1897. Si arruolò volontario nell'esercito imperiale il 5 settembre 1914, con il Lauenburgisches Feldartillerie-Regiment Nr. 45 e nel luglio 1915 fu promosso soldato semplice e l'8 febbraio 1917 sottufficiale. Venne promosso vice sergente il 16 maggio 1917, entrò a far parte del Feldartillerie-Regiment Nr. 223 come sottufficiale il 2 agosto 1917. Fu promosso tenente di riserva il 22 ottobre 1917.

### Periodo interbellico
Il 14 gennaio 1919 si unì alla guardia di confine dell'Alto Oriente presso la Brigata Grodno. Il 20 febbraio 1919 passò al Freiwilligen-Artillerie-Regiment 12 ed il 1° novembre 1919 al Reichswehr-Artillerie-Regiment 7. Il 30 giugno 1920 entrò nel Reichswehr, al Polizei-Abteilung Mühlheim ed il 1° aprile 1921 fu trasferito al Polizei-Verwaltung Hamburg, del quale venne promosso capitano e come tale, fu assunto nella Wehrmacht, quando la Reichswehr fu ampliata il 15 ottobre 1935. Arrivò ad Amburgo come capitano del 2° reparto del Artillerie-Regiment 56, con il quale fu promosso maggiore il 1° marzo 1936 ed il 6 ottobre divenne capo della batteria del suo reggimento. Il 12 ottobre 1937 fu nominato comandante del 1° dipartimento del Artillerie-Regiment 58 a Oldenburg. Il 1º aprile 1939 fu promosso tenente colonnello.

### Seconda guerra mondiale
Quando scoppiò la seconda guerra mondiale il suo dipartimento prese posizione sul confine con la Francia. Il 30 settembre 1939 fu nominato comandante del Artillerie-Regiment 22, che condusse nella campagna di Francia, dove gli fu assegnata la Croce di Ferro di I Classe ed il 14 giugno 1940 gli fu conferita anche la Croce di Cavaliere della Croce di Ferro. All'inizio dell'estate del 1941 guidò il suo reggimento nell'operazione Barbarossa, in Crimea, dove fu promosso colonnello a metà dicembre. Il 22 gennaio 1942 gli fu conferita la Croce d'oro tedesca e nell'estate del 1942 venne trasferito con il suo reggimento a Creta. Il 25 aprile 1943 fu trasferito in riserva ed il 5 agosto fu incaricato di guidare la 26. Infanterie-Division nel settore centrale del fronte orientale ed il 1º ottobre 1943 fu promosso a generalmajor. Il 1º aprile 1944 fu promosso generalleutnant e nell'estate la sua divisione fu distrutta durante l'operazione Bagration e perse il comando. Venne rimandato in riserva ed il 10 novembre 1944 fu nominato comandante della 280. Infanterie-Division, in Norvegia. Dopo la resa dell'8 maggio 1945, fu fatto prigioniero dagli alleati; fu rilasciato dalla prigionia nella primavera del 1948.